# Governor Hutchinson’s Field
Governor Hutchinson’s Field ist ein 10 Acres (4 ha) umfassendes Naturschutzgebiet bei der Stadt Milton im Bundesstaat Massachusetts der Vereinigten Staaten, das von der Organisation The Trustees of Reservations verwaltet wird. Es ist der einzige Zugang zum benachbarten Schutzgebiet Pierce Reservation.

## Geschichte
Thomas Hutchinson, nach dem das Schutzgebiet benannt ist, war der letzte Gouverneur der Massachusetts Bay Colony. Der 1711 in Boston geborene, konservative Politiker besaß einen Abschluss von der Harvard University und war der englischen Krone treu ergeben, was ihm im Vorfeld des Amerikanischen Unabhängigkeitskriegs zunehmend Schwierigkeiten bereitete. So wurde er unter anderem von Samuel Adams als „Tommy Skin-and-Bones“ (englisch für Tommy Haut-und-Knochen) verspottet, was offenbar auf sein hageres Erscheinungsbild anspielte.
Im Jahr 1743 errichtete Hutchinson für seine Familie ein Landhaus auf dem Milton Hill, um den Anfeindungen in der Stadt aus dem Weg zu gehen. Er beauftragte Francis Bernard mit dem Entwurf des Hauses und der zugehörigen Gartenanlagen. Heute sind davon lediglich die Freifläche und ein Ha-Ha übrig, der die westliche Grenze des Gartens bildete und heute unter der Bezeichnung Gov. Thomas Hutchinson’s Ha-ha im National Register of Historic Places eingetragen ist.
Hutchinson flüchtete 1774 kurz nach der Boston Tea Party ins Exil nach England, wo er 1780 verstarb. Nach seiner Abreise aus Massachusetts wurden seine zurückgelassenen Besitztümer meistbietend versteigert. So befindet sich sein ehemaliger Schreibtisch heute als Ausstellungsstück in der Milton Public Library. Das Wohnhaus wurde zwischenzeitlich von James Warren mit seiner Frau Mercy Otis Warren bewohnt, 1946 jedoch abgerissen.
Erste Teilbereiche des Grundstücks wurden den Trustees im Jahr 1898 geschenkt, noch im gleichen Jahr erfolgten weitere Zukäufe und Erwerbe durch Erbschaften. Ein weiteres Teilstück erbten die Trustees im Jahr 1983.

## Schutzgebiet
Das Schutzgebiet wurde hauptsächlich wegen seines engen Bezugs zur Geschichte der Vereinigten Staaten eingerichtet. Von dort aus bietet sich ein guter Überblick auf den Neponset River und seine Salzwiesen, die Skyline von Boston sowie auf die Inseln der Boston Harbor Islands National Recreation Area. Ein etwa 0,25 mi (0,4 km) langer Weg führt am Flussufer entlang.

## Pierce Reservation
Ausschließlich über das Governor Hutchinson’s Field zugänglich ist das 4 Acres (1,6 ha) messende und seit 1957 bestehende Schutzgebiet Pierce Reservation. Es besteht aus Waldflächen und einigen Feldern und liegt hinter einem in Privatbesitz befindlichen Grundstück.